# Teoria de la gravitació de Nordström
En física teòrica, la teoria de la gravitació de Nordström va ser un predecessor de la relativitat general. En sentit estricte, en realitat hi havia dues teories diferents proposades pel físic teòric finlandès Gunnar Nordström, el 1912 i el 1913 respectivament. El primer va ser descartat ràpidament, però el segon es va convertir en el primer exemple conegut d'una teoria mètrica de la gravitació, en la qual els efectes de la gravitació es tracten completament en termes de la geometria d'un espai-temps corbat.
Cap de les teories de Nordström està d'acord amb l'observació i l'experimentació. No obstant això, la primera continua interessada en la mesura que va conduir a la segona. El segon segueix sent d'interès com a fita important en el camí cap a la teoria actual de la gravitació, la relativitat general, i com a exemple simple d'una teoria relativista de la gravitació autoconsistent. Com a exemple, aquesta teoria és especialment útil en el context de discussions pedagògiques sobre com derivar i provar les prediccions d'una teoria mètrica de la gravitació.

## Desenvolupament de les teories
Les teories de Nordström van sorgir en un moment en què diversos físics destacats, com Nordström a Hèlsinki, Max Abraham a Milà, Gustav Mie a Greifswald, Alemanya i Albert Einstein a Praga, intentaven crear teories relativistes de la gravitació oposades.
Tots aquests investigadors van començar intentant modificar adequadament la teoria existent, la versió de la teoria de camps de la teoria de la gravitació de Newton. En aquesta teoria, l'equació de camp és l'equació de Poisson {\displaystyle \Delta \phi =4\pi \rho }, on {\displaystyle \phi } és el potencial gravitatori i {\displaystyle \rho } és la densitat de la matèria, augmentada per una equació de moviment per a una partícula de prova en un camp gravitatori ambiental, que podem derivar de la llei de la força de Newton i que estableix que l'acceleració de la partícula de prova ve donada pel gradient del potencial.
{\displaystyle {\frac {d{\vec {u}}}{dt}}=-\nabla \phi }
Aquesta teoria no és relativista perquè l'equació del moviment es refereix al temps coordenat en lloc del temps propi, i perquè, si la matèria d'algun objecte aïllat es redistribueix de sobte per una explosió, l'equació de camp requereix que el potencial a tot arreu de "l'espai" ha de ser "actualitzat" de manera instantània, cosa que viola el principi que qualsevol "notícia" que tingui un efecte físic (en aquest cas, un efecte sobre el moviment de les partícules de prova lluny de la font del camp) no es pot transmetre més ràpid que la velocitat de la llum. L'antic professor de càlcul d'Einstein, Hermann Minkowski, havia esbossat una teoria vectorial de la gravitació ja el 1908, però el 1912, Abraham va assenyalar que cap teoria d'aquest tipus no admetria òrbites planetàries estables. Aquesta va ser una de les raons per les quals Nordström va recórrer a les teories escalars de la gravitació (mentre Einstein explorava les teories tensorials).
El primer intent de Nordström de proposar una equació de camp escalar relativista adequada de la gravitació va ser l'opció més senzilla i natural imaginable: simplement substituir el laplacià a l'equació de camp newtonià per l'operador d'ona o d'alembertià, que dóna {\displaystyle \Box \phi =4\pi \,\rho }. Això té el resultat de canviar l'equació del camp de buit de l'equació de Laplace a l'equació d'ona, el que significa que qualsevol "notícia" sobre la redistribució de la matèria en un lloc es transmet a la velocitat de la llum a altres llocs. En conseqüència, la suposició més senzilla per a una equació de moviment adequada per a partícules de prova podria semblar {\displaystyle {\dot {u}}_{a}=-\phi _{,a}} on el punt significa diferenciació respecte al temps propi, els subíndexs després de la coma denoten una diferenciació parcial respecte a la coordenada indexada, i on {\displaystyle u^{a}} és el quatre vector de velocitat de la partícula de prova. Aquesta llei de força havia estat proposada anteriorment per Abraham, però no conserva la norma de les quatre velocitats tal com requereix la definició de temps propi, de manera que Nordström va proposar {\displaystyle {\dot {u}}_{a}=-\phi _{,a}-{\dot {\phi }}\,u_{a}}.
Tanmateix, aquesta teoria és inacceptable per diverses raons. Dues objeccions són teòriques. En primer lloc, aquesta teoria no es pot derivar d'un lagrangià, a diferència de la teoria de camps newtoniana (o la majoria de les teories mètriques de la gravitació). En segon lloc, l'equació de camp proposada és lineal. Però per analogia amb l'electromagnetisme, hauríem d'esperar que el camp gravitatori transportés energia i, basant-nos en el treball d'Einstein sobre la teoria de la relativitat, hauríem d'esperar que aquesta energia sigui equivalent a la massa i, per tant, graviti. Això implica que l'equació de camp hauria de ser no lineal. Una altra objecció és més pràctica: aquesta teoria discrepa dràsticament amb l'observació.
Einstein i von Laue van proposar que el problema podria residir en l'equació de camp, que, van suggerir, hauria de tenir la forma lineal {\displaystyle FT_{\rm {matter}}=\rho }, on F és alguna funció encara desconeguda de {\displaystyle \phi }, i on T matèria és el rastre del tensor tensió-energia que descriu la densitat, el moment i l'estrès de qualsevol matèria present.
En resposta a aquestes crítiques, Nordström va proposar la seva segona teoria el 1913. A partir de la proporcionalitat de la massa inercial i gravitatòria, va deduir que l'equació de camp hauria de ser {\displaystyle \phi \,\Box \phi =-4\pi \,T_{\rm {matter}}}, que no és lineal. Nordström va considerar que l'equació del moviment era
{\displaystyle {\frac {d\left(\phi \,u_{a}\right)}{ds}}=-\phi _{,a}}
o {\displaystyle \phi \,{\dot {u}}_{a}=-\phi _{,a}-{\dot {\phi }}\,u_{a}}.
Einstein va aprofitar la primera oportunitat per proclamar la seva aprovació de la nova teoria. En un discurs principal a la reunió anual de la Societat de Científics i Metges Alemanys, donat a Viena el 23 de setembre de 1913, Einstein va examinar l'estat de l'art, declarant que només el seu propi treball amb Marcel Grossmann i la segona teoria de Nordström eren digne de consideració. (Mie, que era entre el públic, es va aixecar per protestar, però Einstein va explicar els seus criteris i Mie es va veure obligat a admetre que la seva pròpia teoria no els complia.) Einstein va considerar el cas especial quan l'únic tema present és un núvol de pols ( és a dir, un fluid perfecte en el qual se suposa que la pressió és insignificant). Va argumentar que la contribució d'aquesta matèria al tensor estrès-energia hauria de ser:
{\displaystyle \left(T_{\rm {matter}}\right)_{ab}=\phi \,\rho \,u_{a}\,u_{b}}
Després va derivar una expressió per al tensor tensió-energia del camp gravitatori en la segona teoria de Nordström,
{\displaystyle 4\pi \,\left(T_{\rm {grav}}\right)_{ab}=\phi _{,a}\,\phi _{,b}-1/2\,\eta _{ab}\,\phi _{,m}\,\phi ^{,m}}
que va proposar s'hauria de mantenir en general, i va demostrar que la suma de les contribucions al tensor esforç-energia de l'energia del camp gravitatori i de la matèria es conservaria, com hauria de ser el cas. A més, va demostrar, l'equació de camp de la segona teoria de Nordström segueix de la Lagrangiana.
{\displaystyle L={\frac {1}{8\pi }}\,\eta ^{ab}\,\phi _{,a}\,\phi _{,b}-\rho \,\phi }
Atès que l'equació de moviment de Nordström per a partícules de prova en un camp gravitatori ambiental també es desprèn d'un Lagrangià, això demostra que la segona teoria de Nordström es pot derivar d'un principi d'acció i també mostra que obeeix altres propietats que hem d'exigir d'una teoria de camps autoconsistent.
Mentrestant, un estudiant holandès dotat, Adriaan Fokker havia escrit un doctorat. tesi sota Hendrik Lorentz en la qual va derivar el que ara s'anomena l'equació de Fokker-Planck. Lorentz, encantat de l'èxit del seu antic alumne, va organitzar que Fokker continués estudis postdoctorals amb Einstein a Praga. El resultat va ser un document històric que va aparèixer el 1914, en el qual Einstein i Fokker van observar que el Lagrangian per a l'equació de moviment de Nordström per a les partícules de prova, {\displaystyle L=\phi ^{2}\,\eta _{ab}\,{\dot {u}}^{a}\,{\dot {u}}^{b}}, és el Lagrangià geodèsic per a una varietat Lorentziana corba amb tensor mètric {\displaystyle g_{ab}=\phi ^{2}\,\eta _{ab}}. Si adoptem coordenades cartesianes amb element de línia {\displaystyle d\sigma ^{2}=\eta _{ab}\,dx^{a}\,dx^{b}} amb l'operador d'ona corresponent {\displaystyle \Box } sobre el fons pla, o espai-temps de Minkowski, de manera que l'element de línia de l'espai-temps corbat és {\displaystyle ds^{2}=\phi ^{2}\,\eta _{ab}\,dx^{a}\,dx^{b}}, aleshores l'escalar de Ricci d'aquest espai-temps corbat és just
{\displaystyle R=-{\frac {6\,\Box \phi }{\phi ^{3}}}}
Per tant, l'equació de camp de Nordström esdevé senzilla
{\displaystyle R=24\pi \,T}
on al costat dret, hem pres la traça del tensor esforç-energia (amb contribucions de la matèria més qualsevol camp no gravitatori) utilitzant el tensor mètric {\displaystyle g_{ab}}. Aquest és un resultat històric, perquè aquí per primera vegada tenim una equació de camp en la qual a la part esquerra hi ha una quantitat purament geomètrica (l'escalar de Ricci és el rastre del tensor de Ricci, que és en si mateix una mena de rastre del tensor de curvatura de Riemann de quart rang), i a la dreta hi ha una magnitud purament física, el rastre del tensor esforç-energia. Einstein va assenyalar alegrement que aquesta equació pren ara la forma que havia proposat anteriorment amb von Laue, i dóna un exemple concret d'una classe de teories que havia estudiat amb Grossmann.
Un temps després, Hermann Weyl va introduir el tensor de curvatura de Weyl {\displaystyle C_{abcd}}, que mesura la desviació d'una varietat Lorentziana de ser conformement plana, és a dir, amb un tensor mètric que té la forma del producte d'alguna funció escalar amb el tensor mètric de l'espai-temps pla. Aquesta és exactament la forma especial de la mètrica proposada a la segona teoria de Nordström, de manera que tot el contingut d'aquesta teoria es pot resumir en les dues equacions següents:
{\displaystyle R=24\pi \,T,\;\;\;C_{abcd}=0}